# Descurainia obtusa
Descurainia obtusa är en korsblommig växtart som först beskrevs av Edward Lee Greene, och fick sitt nu gällande namn av Otto Eugen Schulz. Descurainia obtusa ingår i släktet stillfrön, och familjen korsblommiga växter. Inga underarter finns listade i Catalogue of Life.